# Persone di nome Luigi/Nobili
| Questa pagina contiene informazioni ricavate automaticamente dalle voci biografiche con l'ausilio del template Bio e di un bot. L'aggiornamento è periodico e automatico e ricostruisce completamente la pagina. Se manca una persona in questa lista, sei pregato di non aggiungerla, ma accertati piuttosto che la sua voce biografica contenga il template Bio e che i dati anagrafici siano correttamente compilati. Se il template Bio manca, inseriscilo tu stesso o, in alternativa, metti l'avviso {{tmp\|Bio}} che ne segnala la mancanza. Se i dati riportati sono sbagliati, correggi direttamente la voce biografica; le modifiche saranno visibili in questa lista entro pochi giorni. Per chiarimenti vedi il progetto antroponimi. La lista contiene solo le 107 persone che sono citate nell'enciclopedia e per le quali è stato implementato correttamente il template Bio. Pagina aggiornata al 6 ago 2025. |

Questa è una lista di persone presenti nell'enciclopedia che hanno il nome Luigi e sono nobili.

## A(4)
- Luigi Acquaviva, nobile, politico e generale italiano (Napoli, n. 1812 - Giulianova, † 1898)
- Luigi Aldrovandi Marescotti, nobile, diplomatico e politico italiano (Bologna, n. 1876 - Roma, † 1945)
- Luigi di Anhalt-Köthen-Pleß, nobile tedesco (Pszczyna, n. 1783 - Pszczyna, † 1841)
- Luigi Arborio Mella di Sant'Elia, nobile e politico italiano (Sassari, n. 1873 - Alghero, † 1955)

## B(11)
- Luigi Balbo Bertone di Sambuy, nobile e politico italiano (Torino, n. 1873 - Santena, † 1945)
- Luigi Bentivoglio, nobile italiano (n. 1666 - Venezia, † 1744)
- Luigi Birago di Borgaro, nobile italiano (Torino, n. 1750 - Borgaro Torinese, † 1821)
- Luigi di Borbone-Francia, nobile francese (Versailles, n. 1707 - Versailles, † 1712)
- Luigi di Borbone-Soissons, nobile francese (Parigi, n. 1604 - Sedan, † 1641)
- Luigi I di Montpensier, nobile († 1486)
- Luigi Francesco di Borbone-Conti, nobile, diplomatico e generale francese (Parigi, n. 1717 - Parigi, † 1776)
- Luigi I di Borbone, nobile (Clermont, n. 1279 - Parigi, † 1341)
- Luigi Giuseppe di Borbone-Vendôme, nobile e generale francese (Parigi, n. 1654 - Vinaròs, † 1712)
- Luigi III di Montpensier, nobile francese (Moulins, n. 1513 - Champigny-sur-Veude, † 1582)
- Luigi Braschi-Onesti, nobile italiano (Cesena, n. 1745 - Roma, † 1816)

## C(5)
- Luigi Carafa della Stadera, IV principe di Stigliano, nobile italiano (n. 1567 - Napoli, † 1630)
- Luigi Carafa della Stadera, II principe di Stigliano, nobile e politico italiano (n. 1511 - † 1576)
- Luigi di Challant, nobile italiano (n. 1454 - † 1487)
- Luigi Cusani, III marchese di Ponte, nobile e politico italiano (Milano, n. 1592 - Milano, † 1659)
- Luigi Cuttica di Cassine, nobile italiano (Alessandria, n. 1861)

## D(42)
- Luigi d'Asburgo-Lorena, nobile (Firenze, n. 1784 - Vienna, † 1864)
- Luigi IV d'Assia-Marburgo, nobile tedesco (Kassel, n. 1537 - Marburgo, † 1604)
- Luigi Antonio di Borbone-Condé, nobile francese (Chantilly, n. 1772 - Vincennes, † 1804)
- Luigi IV Enrico di Borbone-Condé, nobile e politico francese (Versailles, n. 1692 - Chantilly, † 1740)
- Luigi di Borbone-Orléans, nobile francese (Reggia di Versailles, n. 1703 - Parigi, † 1752)
- Luigi Raffaele De Ferrari, nobile, imprenditore e filantropo italiano (Genova, n. 1803 - Genova, † 1876)
- Luigi Antonio di Borbone-Spagna, nobile spagnolo (Madrid, n. 1727 - Arenas de San Pedro, † 1785)
- Luigi Carlo di Borbone, nobile e militare francese (Sceaux, n. 1701 - Sceaux, † 1775)
- Luigi Giuseppe di Borbone-Francia, nobile francese (Versailles, n. 1781 - Meudon, † 1789)
- Luigi Gontrano di Nassau-Katzenelnbogen, nobile e generale olandese (Dillenburg, n. 1575 - Sluis, † 1604)
- Luigi Salvatore d'Asburgo-Lorena, nobile (Firenze, n. 1847 - Brandýs nad Labem-Stará Boleslav, † 1915)
- Luigi di Borbone-Francia, nobile francese (Versailles, n. 1682 - Marly-le-Roi, † 1712)
- Luigi Enrico di Nassau-Dillenburg, nobile tedesco (Saarbrücken, n. 1594 - Dillenburg, † 1662)
- Luigi II d'Orléans-Longueville, nobile francese (n. 1510 - Rouen, † 1537)
- Luigi I d'Este, nobile e militare italiano (Ferrara, n. 1594 - Modena, † 1664)
- Luigi II d'Este, nobile italiano (Reggio Emilia, n. 1648 - Modena, † 1698)
- Luigi Filippo Alberto d'Orléans, nobile e politico francese (Parigi, n. 1838 - Stowe, † 1894)
- Luigi Filippo II di Borbone-Orléans, nobile (Saint-Cloud, n. 1747 - Parigi, † 1793)
- Luigi III de La Trémoille, nobile francese (n. 1521 - Melle, † 1577)
- Luigi de' Medici di Ottajano, nobile, giurista e politico italiano (Napoli, n. 1759 - Madrid, † 1830)
- Luigi Antonio della Ratta, nobile italiano († 1382)
- Luigi VI Enrico di Borbone-Condé, nobile francese (Parigi, n. 1756 - Castello di Saint-Leu, † 1830)
- Luigi Augusto di Borbone-Francia, nobile spagnolo (Versailles, n. 1700 - Fontainebleau, † 1755)
- Luigi Cesare di Borbone, nobile francese (Bussy-Saint-Georges, n. 1672 - Parigi, † 1683)
- Luigi II di Borbone-Condé, nobile e generale francese (Parigi, n. 1621 - Fontainebleau, † 1686)
- Luigi di Borbone-Due Sicilie, nobile italiano (Napoli, n. 1838 - Parigi, † 1886)
- Luigi Maria Alfonso di Borbone Due Sicilie, nobile (Napoli, n. 1845 - Nizza, † 1909)
- Luigi di Cossé-Brissac, nobile francese (castello di Brissac, n. 1625 - Parigi, † 1661)
- Luigi Ferdinando di Prussia, nobile tedesco (Potsdam, n. 1907 - Brema, † 1994)
- Luigi di Hohenlohe-Langenburg, nobile tedesco (Langenburg, n. 1696 - Langenburg, † 1765)
- Luigi IV di Legnica, nobile polacco (Brzeg, n. 1616 - Legnica, † 1663)
- Luigi di Lorena, nobile francese (Parigi, n. 1641 - Parigi, † 1718)
- Luigi di Lorena, principe di Lambesc, nobile e militare francese (n. 1692 - † 1743)
- Luigi Carlo di Lorena, principe di Lambesc, nobile francese (n. 1725 - † 1761)
- Luigi II di Nassau-Weilburg, nobile tedesco (Weilburg, n. 1565 - Saarbrücken, † 1627)
- Luigi I di Neuchâtel, nobile svizzero (n. 1305 - † 1373)
- Luigi di Nocera, nobile, banchiere e imprenditore italiano (Secondigliano, n. 1826 - Napoli, † 1902)
- Luigi di Salm-Salm, nobile tedesco (Anversa, n. 1721 - Senones, † 1778)
- Luigi Amedeo di Savoia-Aosta, nobile, ammiraglio e esploratore italiano (Madrid, n. 1873 - Villaggio Duca degli Abruzzi, † 1933)
- Luigi di Savoia, conte di Ginevra, nobile italiano (n. 1436 - Ripaglia, † 1482)
- Luigi Günther II di Schwarzburg-Rudolstadt, nobile tedesco (Rudolstadt, n. 1708 - Rudolstadt, † 1790)
- Luigi I del Palatinato-Zweibrücken, nobile tedesco (n. 1424 - Simmern, † 1489)

## F(1)
- Luigi, il Gran Delfino, nobile francese (Fontainebleau, n. 1661 - Meudon, † 1711)

## G(9)
- Luigi III Gesualdo, nobile italiano (n. 1458 - Conza della Campania, † 1517)
- Luigi Gonzaga, nobile italiano (Castiglione, n. 1611 - Palermo, † 1636)
- Luigi Gonzaga, nobile italiano (Sabbioneta, n. 1566 - Sabbioneta, † 1580)
- Luigi II Gonzaga, nobile italiano (Castiglione delle Stiviere, n. 1680 - Venezia, † 1746)
- Luigi III Gonzaga, nobile e letterato italiano (Venezia, n. 1745 - Vienna, † 1819)
- Luigi I Gonzaga di Luzzara, nobile e militare italiano (n. 1602 - † 1666)
- Luigi II Gonzaga di Luzzara, nobile italiano (n. 1672 - † 1738)
- Luigi Gonzaga, nobile italiano (Luzzara, n. 1538 - Ferrara, † 1570)
- Luigi Gonzaga di Alfonso, nobile spagnolo (Madrid - Roma)

## L(21)
- Luigi Filippo di Braganza, nobile portoghese (Lisbona, n. 1887 - Lisbona, † 1908)
- Luigi Lante Montefeltro della Rovere, V duca di Bomarzo, nobile italiano (Roma, n. 1744 - Roma, † 1795)
- Luigi Federico Menabrea, nobile, ingegnere e generale italiano (Chambéry, n. 1809 - Saint-Cassin, † 1896)
- Luigi Guglielmo d'Assia-Homburg, nobile (Homburg, n. 1770 - Lussemburgo, † 1839)
- Luigi d'Évreux, nobile (n. 1276 - Longpont-sur-Orge, † 1319)
- Luigi Giuseppe di Guisa, nobile francese (n. 1650 - Parigi, † 1671)
- Luigi II di Melun, nobile francese (Parigi, n. 1694 - † 1724)
- Luigi II del Palatinato-Zweibrücken, nobile tedesco (Zweibrücken, n. 1502 - Zweibrücken, † 1532)
- Luigi di Brézé, nobile francese (n. 1463 - Anet, † 1531)
- Luigi Emanuele di Valois-Angoulême, nobile francese (Clermont-en-Auvergne, n. 1596 - Parigi, † 1653)
- Luigi I di Savoia-Vaud, nobiluomo
- Luigi Filippo del Palatinato-Simmern, nobile tedesco (Heidelberg, n. 1602 - Krosno Odrzańskie, † 1655)
- Luigi I di Blois-Châtillon, nobile (Crécy-en-Ponthieu, † 1346)
- Luigi II di Blois-Châtillon, nobile († 1372)
- Luigi il Saltatore, nobile tedesco (n. 1042 - Reinhardsbrunn, † 1123)
- Luigi I di Loon, nobile tedesco († 1171)
- Luigi I, langravio d'Assia, nobile tedesco (Spangenberg, n. 1402 - Spangenberg, † 1458)
- Luigi di Bigorre, nobile franco
- Luigi IV Gesualdo, nobile e mecenate italiano (Napoli, n. 1509 - Calitri, † 1584)
- Luigi della Bassa Lorena, nobile (Orléans, n. 991)
- Luigi di Guisa, nobile francese (n. 1622 - Parigi, † 1654)

## M(3)
- Luigi Mola di Larizzate, nobile italiano (Carignano, n. 1779 - Mango, † 1865)
- Luigi Guglielmo II Moncada, nobile italiano (Palermo, † 1743)
- Luigi Guglielmo I Moncada, nobile, politico e militare italiano (Collesano, n. 1614 - Madrid, † 1672)

## N(2)
- Luigi Crato di Nassau-Saarbrücken, nobile tedesco (Saarbrücken, n. 1663 - Saarbrücken, † 1713)
- Luigi Nomis di Cossilla, nobile italiano (Genova, n. 1793 - Torino, † 1859)

## O(1)
- Luigi Carlo di Borbone-Orléans, nobile (Parigi, n. 1779 - Malta, † 1808)

## P(2)
- Luigi Passerini Orsini de' Rilli, nobile, genealogista e storico italiano (Firenze, n. 1816 - Firenze, † 1877)
- Luigi Pico della Mirandola, nobile italiano (n. 1526 - Reggio Emilia, † 1581)

## S(5)
- Luigi II Sanseverino, nobile e funzionario italiano (Napoli, n. 1705 - Acri, † 1772)
- Luigi di Savoia-Nemours, nobile francese (Parigi, n. 1615 - Parigi, † 1641)
- Luigi II di Savoia-Vaud, nobile (n. 1290 - † 1348)
- Luigi Serra di Cassano, IV duca di Cassano, nobile e politico italiano (Napoli, n. 1747 - Napoli, † 1825)
- Luigi Maria Strozzi, nobile e vescovo cattolico italiano (n. 1673 - † 1736)

## V(1)
- Luigi di Valois, nobile francese (Parigi, n. 1397 - Parigi, † 1415)